# Большая швейцарка ФИДЕ
Большая швейцарка ФИДЕ (англ. FIDE Grand Swiss) — международный шахматный турнир, который проводится по швейцарской системе. Является частью отборочного цикла к матчу за звание чемпиона мира.

## Сведения

### Регламент
Турнир проводится в 11 туров по швейцарской системе. Контроль времени: 100 минут на первые 40 ходов, 50 минут на следующие 20 ходов и 15 минут после 60-го хода. Кроме того, есть добавление 30 секунд после 1-го хода в партии. Соглашаться на ничью можно только после 30-ти ходов.
В случае равенства очков для определения окончательных мест один за другим считается средний рейтинг Эло оппонентов, коэффициент Бухгольца и далее играются тай-брейки.
В женском турнире принимают участие до 50 шахматисток: 40 игроков квалифицируются по мировому рейтингу, четыре присуждаются континентальными ассоциациями, также до 4-х приглашений от президента ФИДЕ и до двух от организатора.

### Победители
Игроки, прошедшие отбор на турнир претендентов, отмечены зелёным фоном. Игроки, которые в противном случае прошли отбор на турнир претендентов до начала турнира Grand Swiss, отмечены синим. В 2019 году Кирилл Алексеенко, занявший 3-е место, получил wild card, что позволило ему пройти отбор на турнир претендентов 2020—2021.
| Открытый турнир | Открытый турнир | Открытый турнир | Открытый турнир  | Открытый турнир | Открытый турнир   | Открытый турнир |
| Год             | Город           | Участники       | Победитель       | 2-е место       | 3-е место         | Ист.            |
| --------------- | --------------- | --------------- | ---------------- | --------------- | ----------------- | --------------- |
| 2019            | Дуглас          | 154             | Ван Хао          | Фабиано Каруана | Кирилл Алексеенко | [ 6 ]           |
| 2021            | Рига            | 108             | Алиреза Фирузджа | Фабиано Каруана | Григорий Опарин   | [ 7 ]           |
| 2023            | Дуглас          | 114             | Видит Гуджрати   | Хикару Накамура | Андрей Есипенко   | [ 9 ]           |
| 2025            | Самарканд       |                 |                  |                 |                   |                 |

| Женский турнир | Женский турнир | Женский турнир | Женский турнир    | Женский турнир | Женский турнир | Женский турнир |
| Год            | Город          | Участники      | Победительница    | 2-е место      | 3-е место      | Ист.           |
| -------------- | -------------- | -------------- | ----------------- | -------------- | -------------- | -------------- |
| 2021           | Рига           | 50             | Лэй Тинцзе        | Элизабет Петц  | Чжу Цзиньэр    | [ 7 ]          |
| 2023           | Дуглас         | 50             | Рамешбабу Вайшали | Анна Музычук   | Тань Чжунъи    | [ 10 ]         |
| 2025           | Самарканд      |                |                   |                |                |                |